# Технопарк Йезда
Технопарк Йезда (перс. پارک علم و فناوری یزد‎) — начал свою работу с 2003 г. в Иране в городе Йезд в четырёх технологических областях (биотехнологии, информационные технологии, ткацкой промышленности и новых видах энергии). В связи с нуждами остана Йезд и запросами времени технопарк постепенно распространил свою деятельность и на такие сферы, как нанотехнологии, керамика, гидротехника и мягкие технологии. Ввиду заметной роли технопарков в развитии науки и технологий, создании рабочих мест, коммерциализации научных исследований, а также генерировании инновационных идей, общество неизбежно нуждается в стратегической макроперспективе в целях планирования будущей деятельности и программ.

## Миссия
Технопарк Йезда, имея целью создание ценности для своих клиентов с помощью мощного человеческого ресурса, авторитетного бренда и развитой инфраструктуры, а также опираясь на относительные региональные преимущества, устанавливая конструктивные связи, взращивая инновации и облегчая обмен знаниями между технологичными учреждениями, рынком, университетами и обществом, стремится к развитию и коммерциализации технологий на национальном и международном уровнях.

## Перспектива
Технопарк Йезда — лидер в развитии технологий, входящий в тройку лучших национальных и в десятку лучших региональных технопарков; оптимальное использование ресурсов, учёт интересов общества, согласованность с глобальными задачами местного и общенационального значения, постоянное совершенствование, готовность к сотрудничеству, надёжность и обязательность, внимание к человеческому капиталу.

## Задачи
- использование технологичных учреждений на национальном и международном уровнях
- пользование продвинутыми услугами и инфраструктурой, соответствующими мировым стандартам
- обретение значительной доли в экономике остана Йезд
- достижение финансовой независимости и пользование устойчивыми финансовыми ресурсами[1].

## Адрес
г. Йезд, пр. Мотаххари, Технопарк
Веб-сайт: http://ystp.ac.ir